# Jeghische Tscharenz

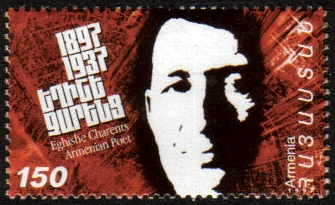
Jeghische Tscharenz auf einer armenischen Briefmarke

Jeghische Tscharenz (armenisch Եղիշե Չարենց; traditionelle Schreibung Եղիշէ Չարենց, in wissenschaftlicher Transliteration Ełiše (bzw. Ełišē) Č‘arenc‘; * 13. März 1897 in Kars, Russisches Reich, heute Türkei; † 27. November 1937 in Jerewan, Armenische SSR) war ein armenischer Dichter, der im Zuge des Großen Terrors ums Leben kam.

## Leben und Werk

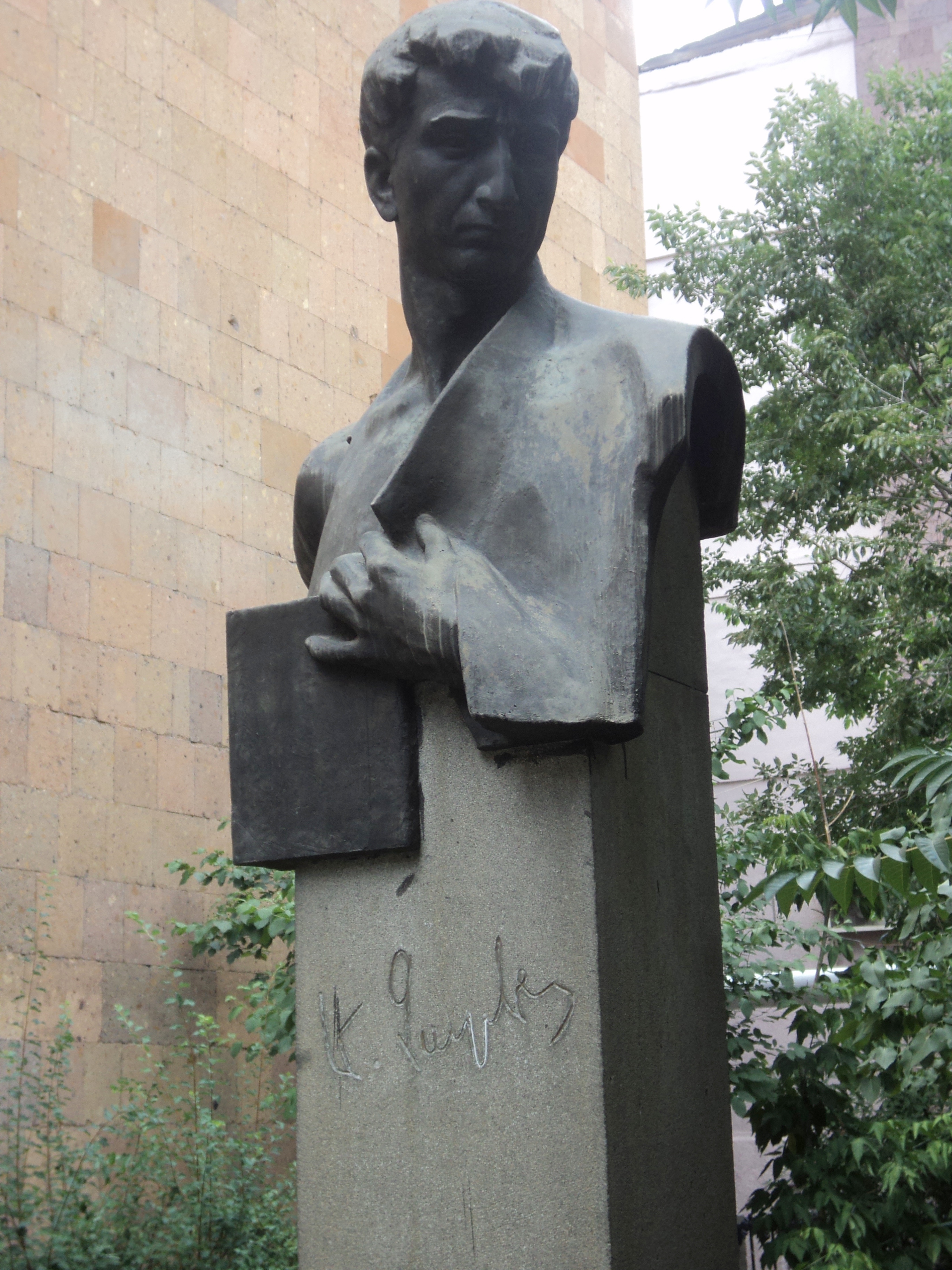
Tscharenz-Denkmal (G. Tschubarjan, 1956), Jerewan

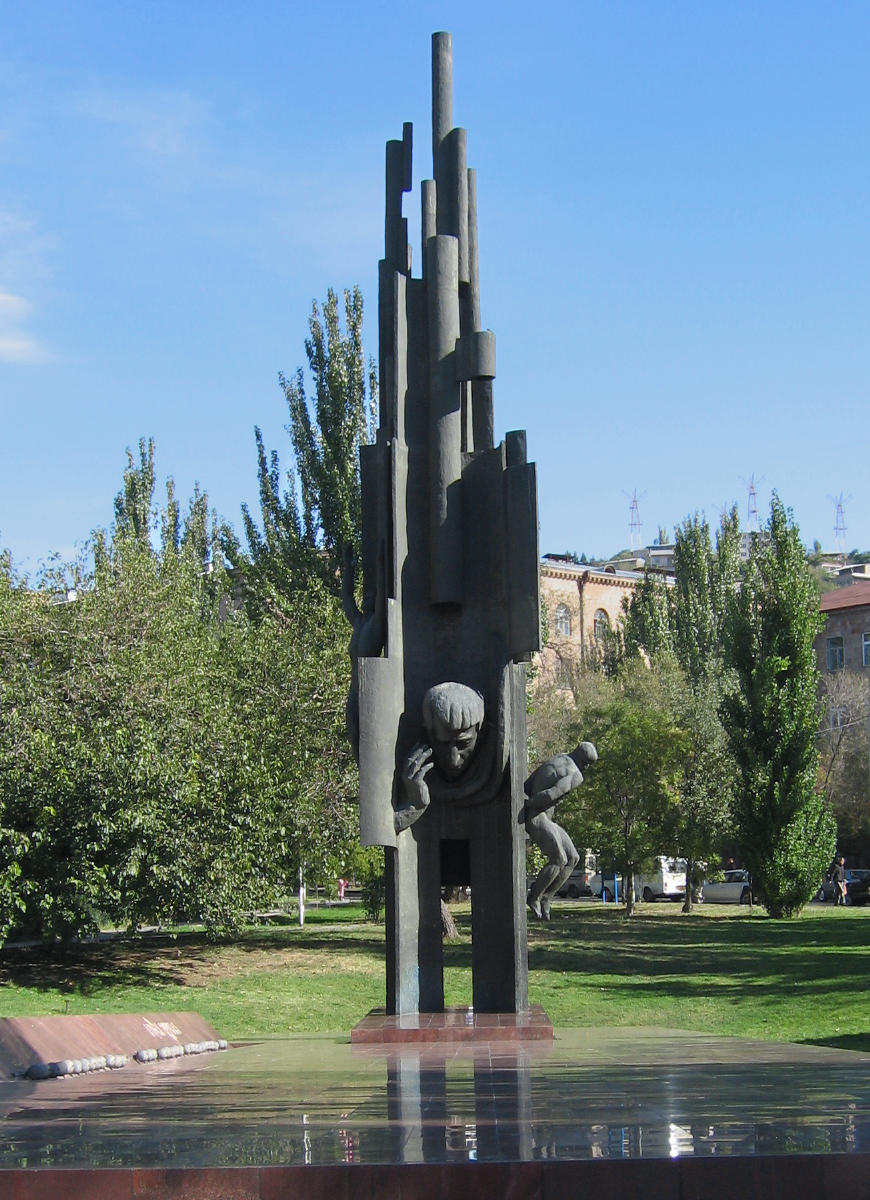
Tscharenz-Denkmal (N. Nikoghosjan, 1985), Kentron, Jerewan

Jeghische Tscharenz wurde als Jeghische Soghomonjan (Սողոմոնեան, bzw. Ełišē Sołomonean) in Kars geboren, das von 1878 bis 1921 zum Russischen Reich gehörte. Von 1904 bis 1912 besuchte er dort die Schule. Im Zusammenhang mit dem Ersten Weltkrieg und dem Völkermord an den Armeniern im Osmanischen Reich meldete er sich als Freiwilliger zur Russischen Armee.
Zu den Themen seines Schaffens gehörten auch die türkischen Verbrechen an den Armeniern und seine Kriegserlebnisse. Nach dem Tod von Komitas Vardapet 1935 schrieb er 1936 sein letztes großes Werk, das Requiem Æternam im Gedenken an Komitas.
Im Juni 1937 wurde Jeghische Tscharenz im Zuge des Großen Terrors verhaftet. Am 27. November 1937 kam er im Gefängnis des NKWD „unter ungeklärten Umständen“ zu Tode.

## Rehabilitation
1954, ein Jahr nach Stalins Tod, wurde er rehabilitiert. Seine Werke, darunter auch sein bekanntes Gedicht Armenien, wurden in die Lehrpläne in der Armenischen SSR aufgenommen. Übersetzt wurden seine Werke u. a. ins Russische, Englische, Italienische und Französische. Sie sind in Bibliotheken auf dem Gebiet der ehemaligen UdSSR zu finden. 
1937 hatte Tscharenz aus dem Gefängnis heraus seine Frau Isabella heimlich informiert, dass sie seine Schriften nur einer Freundin der Familie, der Künstlerin Regina Ghasarjan anvertrauen solle, die sie vor der Vernichtung bewahren würde. Nach Tscharenz' Tod versteckte und bewahrte Regina Ghasarjan viele seiner Manuskripte (insgesamt 7000 Zeilen Text, einschließlich des Requiem an Komitas, Ohne Titel, Herbstlieder und Nawsike) im Garten und übergab sie in den 1950er Jahren dem Tscharenz-Museum für Literatur und Künste.

## Gedenken
1957 wurde ihm mit dem Torbogen von Tscharenz am Rand der Ebene von Ararat ein vom Architekten Rafajel Israjeljan entworfenes Denkmal errichtet. 1967 wurde die Kleinstadt Lussawan in der heutigen armenischen Provinz Kotajk nach dem Dichter in Tscharenzawan umbenannt. 1975 wurde sein Haus in der Maschtoz-Straße in Jerewan in ein Museum umgewandelt.

## Sonstiges
Tscharenz ist Autor des berühmten satirischen Romans „Das Land Nairi“ sowie der lyrischen Werke wie „Dantesken Legende“ und „Die rasenden Massen“. Neben Gedichten übersetzte er die literarischen Werke von Alexander Sergejewitsch Puschkin, Wladimir Wladimirowitsch Majakowski, Johann Wolfgang von Goethe, Walt Whitman, Maxim Gorki, aber auch die von armenischen Autoren wie Howhannes Tumanjan,  Awetik Issahakjan etc. ins Armenische. 
Tscharenz war zweimal verheiratet. Von der zweiten Ehe stammen die Töchter Arpenik und Anait.

## Werke in deutscher Übersetzung
- Jeghische Tscharenz: Mein Armenien. Gedichte, Herausgegeben und aus dem Ostarmenischen übertragen von Konrad Kuhn. Arco-Verlag Wuppertal 2010, ISBN 978-3-938375-31-0. (zweisprachig: ostarmenisch und deutsch, enthält etwa 40 Gedichte; dazu: Der armenische Dichter Jeghische Tscharenz. Eine biographische Skizze, S. 193–215).